# Santos Vega (película de 1936)
Santos Vega es una película argentina en blanco y negro dirigida por Luis José Moglia Barth según el guion de Hugo Mac Dougall sobre la novela homónima de Eduardo Gutiérrez que se estrenó el 17 de septiembre de 1936 y que tuvo como protagonistas a Floren Delbene, Dorita Ferreyro, José Franco y Nedda Francy. Hay una película sin sonido previa, realizada en 1917 por Carlos de Paoli y una versión dirigida por Carlos Borcosque (hijo) en 1971.

## Sinopsis
Historia sobre las andanzas del legendario payador y cuchillero Santos Vega.

## Reparto
- Mario Baroffio
- Cayetano Biondo
- Enrique Chaico
- Max Citelli
- Miguel Coiro
- Pablo Cumo
- Floren Delbene
- Dorita Ferreyro
- Carlos Fioriti
- José Franco
- Nedda Francy
- Ana Gryn
- Pascual Nacarati
- Fernando Ochoa
- Nathán Pinzón
- Alfonso Pisano
- Domingo Sapelli
- Juan Sarcione
- Marino Seré
- Jorge Villoldo
- Luis Zaballa
- Enrique Zingoni
- Alfonso Pisano

## Comentario
Para Manrupe y Portela la película es:

“Primitiva, declamatoria, con todos los tics de recitador gauchesco de su protagonista, y más cerca del circo criollo o de la radio que del cine.”